# 국민연금
국민연금(國民年金, 영어: national pension)은 대한민국에서 보험의 원리를 도입하여 만든 사회보험의 일종으로 가입자, 사용자 및 국가로부터 일정액의 보험료를 받고 이를 재원으로 노령으로 인한 근로소득 상실을 보전하기 위한 노령연금, 주소득자의 사망에 따른 소득상실을 보전하기 위한 유족연금, 질병 또는 사고로 인한 장기근로능력 상실에 따른 소득상실을 보전하기 위한 장애연금 등을 지급함으로써 국민의 생활안정과 복지증진을 도모하는 사회보장제도의 하나이다.

## 대한민국의 연금제도

### 기초연금
2008년부터 도입한 기초연금은 노후를 미처 대비하지 못해 생활이 어렵게 된 노인들의 생활 안정에 도움을 주기 위해 65세 이상의 전체 노인 중 소득과 재산이 적은 70%의 노인에게 매달 일정액(20만원)의 연금을 지급하는 제도다. 소득 및 재산 증가에 따른 지급대상 기준으로 3,000cc 또는 4천만원 이상 자동차 보유자, 고액 골프회원 등 보유자, 자녀 명의로 고가 주택 거주자는 기초연금 수급 대상에서 제외된다. 2018년 8월 시점에서 기준연금액은 209,960원이며, 소득 수준이 높거나 부부 모두 기초연금을 받을 경우 감액될 수 있다.
그러나 기초연금과 국민연금을 연계하는 것을 두고 논란이 있었다. 연계 반대 의사를 표현한 진영 보건복지부 장관은 청와대와 갈등을 빚고 사퇴하였다.
기초연금은 만 65세 이상이고 대한민국 국적을 가지며 국내에 거주하는 어르신 중 가구의 소득인정액이 선정기준액 이하인 분들이 받는다.2024년의 선정기준액은 단독가구 213만원 부부가구 340만 8천원이고 수급액은 단독가구 월 최대 33만 4810원이고 부부가구는 월 최대 53만 5680원이다. 기초연금은 공적연금 사각지대에 놓인 어르신들을 위해 노후소득 보장 및 생활안정 지원을 하고자 2008년 1월부터 시행해 온 기존의 기초노령연금제도를 대폭 개정해 2014년 7월부터 2014년 7월 시작했다.문제점을 보완하기 위한 정책 대안 다음과 같다.재정 안정성 확보:고령화로 인한 재정 부담을 줄이기 위해 기초연금 재원을 다양한 세원으로 확대해야 한다. 예를 들어, 특정 세금(예: 고소득층을 대상으로 한 세금) 신설이나 조정을 통해 재정 자원을 확보할 수 있다.또한, 기초연금의 재정 운영 방식을 효율화해 재정 지속 가능성을 높일 필요가 있다.이러한 방법을 도입하면 기초연금의 재정 기반을 강화하여 지속 가능성을 높이고, 고령화로 인한 재정 부담을 완화하는 데 기여할 수 있다.탐구 과정에서 복지정책을 시행한다고 해서 국민들의 삶의 수준 향상 방법만을 고려하는게 아니라 그와 관련된 재정 구조와 지속 가능성도 고려해야 한다.

### 공무원연금
1960년에 공무원연금이 도입되었으며, 지금까지 여러 차례 개혁을 해왔다. 2015년에 공무원연금 개혁을 통해 공무원 월 소득에서 기여금은 14%에서 18%로 올리되, 지급률은 현행 1.9%에서 2035년 1.7%로 낮추는 안을 타결지었다.
2014년 공무원연금 통계에 따르면, 최고액 수준 공무원연금 수령자는 교육부, 외교부, 법원, 헌법재판소, 국방부, 국무조정실, 중앙선관위, 구(舊)국가비상기획위원회, 안전행정부, 병무청 등 순이다.
2018년 기준 직급별 공무원연금 월 수령액을 비교하면 9급의 경우 월134만원이지만, 1급의 경우 월 358만원가량으로 나타났다.

### 군인연금
1963년 공무원연금에서 분리되어서 시행함. 2019년 기준으로 군인연금의 1인당 월평균 수령액은 272만원이었는데, 군인계급별로 월평균 연금 수령액이 다르며, 중령~대령 계급의 고위 영관급 장교나 장성급 장교로 퇴역하면, 최소 월357만원 ~ 월552만원정도 나온다. 반면에 상사~준위 계급의 직업 부사관들이 퇴역하면, 최소 월 222만원~월 354만원정도 나온다.
현재, 군인연금은 자신의 월 소득에서 14%를 기여금을 내는 대신 군인연금의 지급률은 1.9%다.

### 국회의원 연금
2013년 기준으로 국회의원 연금에 쓰인 국가재정은 117억8520만원이며, 월 평균 818명에게 각 120만원씩 지급되고, 연금은 납부금과 상관없이 국가 재정으로 채워지고, 개정된 헌정회육성법 개정안에 따르면 19대 국회의원부터는 모두에게 지급되는 연금은 없다.

### 사학연금
사립학교교직원연금공단으로부터 받은 ‘사학 퇴직연금 수급자 현황’ 자료에 따르면 9월 말 현재 사학 퇴직연금 수급자가 4만7733명이었으며 이 중 81.4%인 3만8842명이 월 200만 원 이상을 받는 것으로 나타났다고 밝혔다. 월 300만 원 이상 받는 수급자도 2만1279명으로 전체의 44.6%인 것으로 조사됐다. 월 400만 원 이상 수급자는 1721명(3.6%)이었으며, 월 500만 원 이상 받는 수급자도 10명이 있는 것으로 나타났다.
유치원, 초등학교, 중 고등학교의 교원은 월 92만 2천원 지급, 대학(전문대학을 포함한다) 교원은 월 120만 8천400원을 지급, 일반직 및 기술직 사무직원은 82만 100원 지급, 기능직 사무직원은 73만 5천100원을 지급, 고용직 사무직원은 52만 5천400원을 지급한다.

### 퇴직연금
보건사회연구원 조사에 따르면 32세~64세 인구 중 49%는 국민연금과 퇴직연금에서 소외돼 있고 소득대체율도 45.6%에 불과해 주요 선진국에 미치지 못하는 상황이고, 퇴직연금사업자들이 교육을 하려고 해도 장소·시간·업무방해·가입자 무관심 등으로 효과적인 교육은 거의 불가능한 상황이다.

### 국민연금
국민연금제도는 국민의 생활안정과 복지증진을 위해 1988년 10인 이상 사업장 근로자를 대상으로 시행하였다. 그 후 '95년 농어촌 지역과 '99년 도시지역 주민에게까지 적용의 범위를 확대하여 전국민연금을 실시하고 있다. 2014년 10월말 현재 2,100만명이 가입해있고, 400만여명이 연금을 받고 있으며 조성된 기금은 478조원이며 이 중 175조원이 운용수익으로 83조원을 연금 등으로 지급하고 395조원을 운용 중이다. 납부한 기간이 10년이 되거나 넘는다면 만 61세(1953년생부터 61세이며, 이후 출생연도별로 4년마다 1세씩 조정하여 1969년생부터는 65세부터) 매월 노령연금을 받게 되며 가입 중 질병, 부상 등으로 장애가 남은 경우에는 그 장애정도에 따라 장애연금이 가입자 또는 연금수급권자가 사망하면 그 배우자, 자녀 등 유족에게 유족연금이 지급된다. 또한 연금수급요건을 충족하지 못하는 경우 납부한 기간이 10년이 되지 않고 만 60세 도달하거나 국외이주, 국적상실로 더 이상 연금을 가입할 수 없을 때 또는 가입자가 사망하였으나 유족연금이 지급되지 않는 경우에는 납부한 보험료에 이자를 가산하여 반환일시금을 지급받게 된다. 
현재 납부하는 연금보험료는 기준소득월액의 9%로 회사에 재직중인 사업장가입자는 본인과 회사가 각각 1/2씩 부담하고 있으며 지역가입자는 본인이 전액 부담한다. 가입대상은 국내에 거주하는 만 18세 이상 60세 미만의 국민 및 외국인이다.먼저 정책의 기대효과는 노년층의 경제적 안정을 통해 삶의 질을 향상시키는 것. 이를 통해 노인의 빈곤을 줄이고 기본 생활을 보장하여 사회적 불평등을 완화할 수 있다. 또한, 기초연금은 노후 소득의 보완적인 역할을 하여 고령층의 소비 여력을 높여 경제 활성화에도 기여할 수 있다.등이 있다. 그리고 문제점으론 재정 지속 가능성 문제로, 고령화가 가속화되면서 정부의 재정 부담이 커질 수 있다는 문제가 있고 그에 따라 현재의 청년 세대가 미래에 충분한 혜택을 받지 못할 것이라는 문제가 제기되고 있다. 

## 세계 각국 연금제도

#### 일본
일본의 국민연금법에 의해 규정된 일본의 공적 연금이다. 2015년 10월부터 한국의 공무원연금에 해당하는 공제연금을 없애고, 모든 공무원은 전 국민이 가입하는 국민연금(기초연금)과 일반 회사원이 가입하는 후생연금에 가입해야 하며, 공무원과 일반 회사원의 연금 차별이 사라지고 같은 액수의 보험료를 내는 공무원과 회사원이 퇴직한 후 받는 연금액과 수급 조건이 같아진다.
2018년 기준, 보험료율은 18.3%(본인 9.15%, 정부나 사용주 9.15%)이고 지급개시연령은 2025년 만65세까지로 상향 진행중이다.

##### 국민연금 보험료와 총지급액
출처
| 연도        | 매달 보험료 | 총지급액            | 비고 |
| ----------- | ----------- | ------------------- | ---- |
| 1961년 4월  | 100円/150円 | 24,000円            |      |
| 1967년 1월  | 200円/250円 | 60,000円            |      |
| 1969년 1월  | 250円/300円 | 96,000円            |      |
| 1973년 7월  | 550円       | 240,000円           |      |
| 1976년 4월  | 1,400円     | 390,000円           |      |
| 1980년 4월  | 3,770円     | 504,000円           |      |
| 1986년 4월  | 7,100円     | 622,800円           |      |
| 1987년 4월  | 7,400円     | 626,500円           |      |
| 1988년 4월  | 7,700円     | 627,200円           |      |
| 1989년 4월  | 8,000円     | 666,000円           |      |
| 1990년 4월  | 8,400円     | 681,300円           |      |
| 1991년 4월  | 9,000円     | 702,000円           |      |
| 1992년 4월  | 9,700円     | 725,300円           |      |
| 1993년 4월  | 10,500円    | 737,300円           |      |
| 1994년 4월  | 11,100円    | 747,300円/780,000円 |      |
| 1995년 4월  | 11,700円    | 785,500円           |      |
| 1998년 4월  | 13,300円    | 799,500円           |      |
| 1999년 4월  | 13,300円    | 804,200円           |      |
| 2006년 4월  | 13,860円    | 792,100円           |      |
| 2011년 4월  | 15,260円    | 788,900円           |      |
| 2012년 4월  | 15,540円    | 786,500円           |      |
| 2013년 10월 | 15,820円    | 778,500円           |      |
| 2014년 4월  | 15,250円    | 772,800円           |      |
| 2015년 4월  | 15,590円    | 780,100円           |      |

#### 독일
- 공무원연금: 1873년 공무원연금 최초 도입하였고, 1949년 연방헌법에 공무원부양원칙 규정 제정했다. 1992년 모수개혁으로 가입기간을 35년에서 40년으로 연장, 조기연금 신청 연령도 만62세에서 만63세로 연기했다.

2007년에 공무원연금제도를 신구제도로 분리 운영하기 시작했으며, 신규 임용자는 완전 적립식으로 전환했다. 지금 현재 연금지출은 회계상 연방정부 인건비 일부로 편성하여 전액 국가예산으로 정부에서 부담한다. 추가적으로 지급개시연령을 2012년 만65세에서 2029년 만67세로 상향 진행중이다.

#### 영국
- 공무원연금: 1834년 최초의 공무원연금제도를 도입했으며, 1972년 국가공무원연금제도(PCSPS)을 도입했다. 그러다가, 2002년 10월부터, Premium(DB형)/Partnership(DC형) 제도를 도입해서 이원화했다. DB형은 순수부과식이지만, DC형은 완전적립식이다.

보험료율은 DB형은 공무원 본인은 4.6% ~ 8.05%이고 정부는 27.3%가량 부담한다. 반면에 DC형은 정부가 전액부담하되, 연령별로 8% ~ 14.75%로 책정했다.
지급개시연령의 경우, DB형은 만65세였다가, 2020년 만66세, 2028년 만67세, 2039년 만68세로 단계적으로 늦추고 있다. 반면에 DC형은 만55세부터 지급개시이다.

#### 프랑스
- 공무원연금: 1924년 국가공무원과 군인을 대상으로 하는 단일연금제도 설립되었다. 2003년 공무원연금 포함한 공적연금제도 전반 연금개혁(기여금 납부기간 점진적 상향 : 37.5년 → 40년)을 했다.

2010년에 공공부문 지출 축소를 위한 개혁으로 퇴직 즉시 연금을 받을 수 있는 연령을 만60세 → 만62세로 늦췄다. 2014년 기여금 인상(3%) 및 납부기간 연장했다. 2020년 공무원연금과 국민연금 통합 계획이다. 2020년 보험료율은 공무원 본인은 11.1%가량 부담하고 나머지는 전액 정부부담이다.
- 일반연금: 1층 일반연금제도 + 2층 퇴직연금 제도 (ARRCO : 근로자, AGIRC : 관리자 이상 담당)으로 운영한다. 보험료율은 근로자 10.05%, 사용자 13.27%로 적용한다.

#### 미국
- 공무원연금: 연방정부 공무원연금제도는 1983년 12월 31일 이전 임용된 공무원은 CSRS(Civil Service Retirement System: 舊공무원연금제도)가입대상이지만, 1984년 1월 1일 이후 임용된 공무원은 FERS(Federal Employees Retirement System : 新공무원연금제도)가입대상으로 나뉘어져 있다. 특히, 1984년 이후 임용된 신규 공무원들은 1층 사회보장연금(OASDI : Old-Age, Survivors and Disability Insurance)과 2층 공무원직역연금(Basic Pension)에 동시 가입하도록 의무화되었다.

FERS는 완전적립식이며, 보험료율은 공무원 본인은 임용시기별 0.8%~4.4%이지만, 정부는 35.2%가량 부담한다. 지급개시연령은 5년이상은 만62세, 20년이상은 만60세, 30년이상 재직자는 만55세부터 지급한다.
- 사회보장연금:사회보장세 방식으로 보험료를 거두며, 보험료율은 12.4%(근로자 6.2%, 고용주 6.2%)이다. 지급개시연령은 2020년까지는 만66세였다가, 단계적으로 2개월씩 늦춰서 2027년 만67세로 늦춘다는 계획이다.

## 국가별 수령액
| 국가     | 연도   | 국민연금/공무원연금  | 비고                                          |
| -------- | ------ | -------------------- | --------------------------------------------- |
| 대한민국 | 2019년 | 월 37만원/월 240만원 |                                               |
| 일본     | 2015년 | 780,100엔            | 2015년 10월부터 국민연금+공무원연금 통합 적용 |

## 같이 보기
- 대한민국의 국민연금
- 연금
- 연금위기: 국민연금의 재정(기금)이 바닥나서 더 이상 연금을 지급하지 못하게 될 것이라는 통계분석이 있다.[16] 그러나 기금 쌓아두고 국민연금 수급액을 지급하는 나라는 세계적으로 거의 없어 기금고갈 = 연금지급불능인 것처럼 말하는 것은 사기에 가깝다. 기금이 고갈되면 다른 나라들이 그리 했던 것처럼 그 해 지급할 연금액을 그 해 징수하는 식으로 제도가 바뀌게 될 것이다.
- 국민연금공단(NPS)